# Дунаевский сельский совет (Приазовский район)
Дунаевский сельский совет (укр. Дунаївська сільська рада) — входит в состав
Приазовского района
Запорожской области
Украины.
Административный центр сельского совета находится в
с. Дунаевка.

## История
- 1992 — дата образования.

## Населённые пункты совета
- с. Дунаевка
- с. Викторовка